# Wilhelm Hammerschmidt (Politiker)

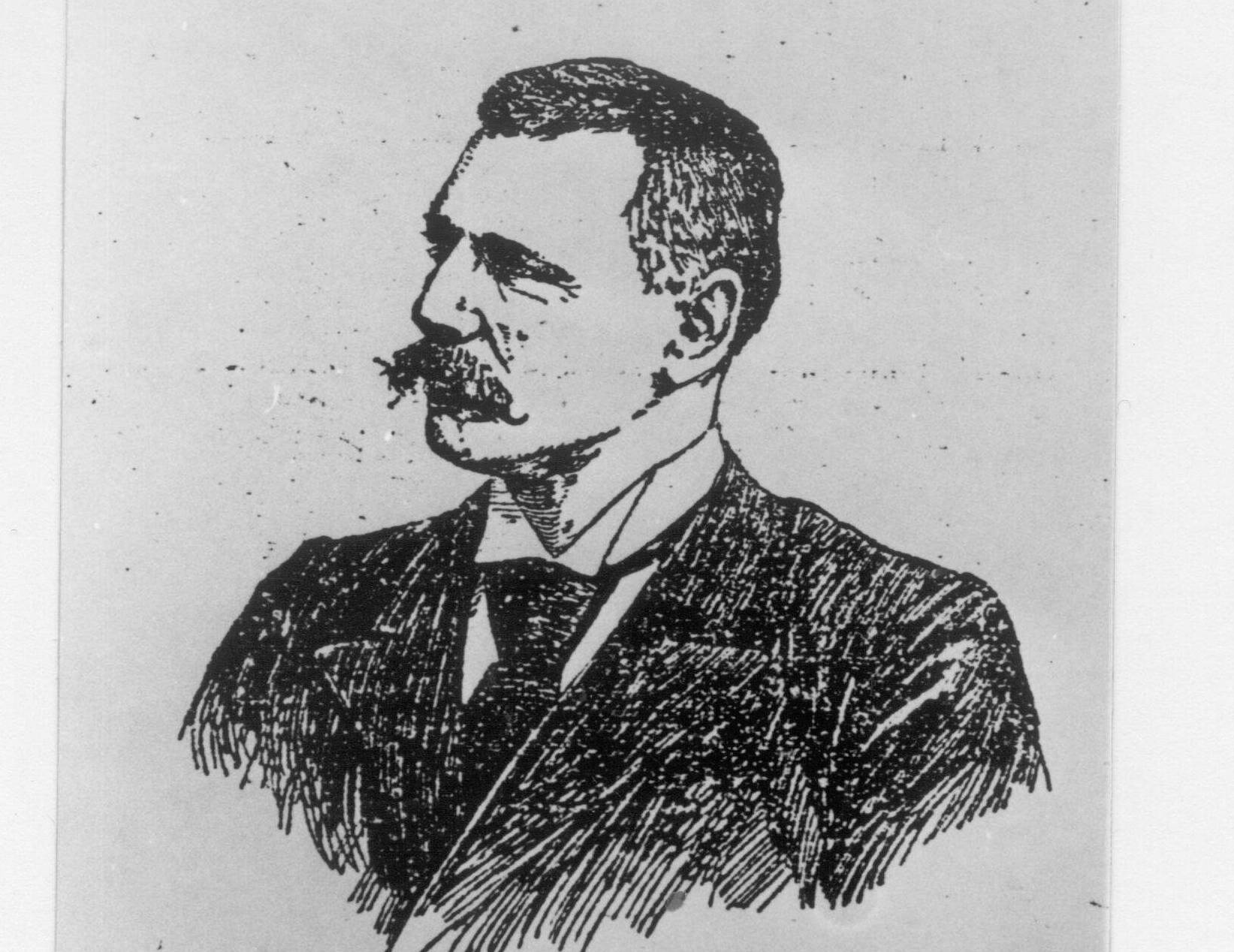
Zeichnung von Wilhelm Hammerschmidt (um 1904)

Wilhelm Hammerschmidt (* 1. Juni 1859 in Barmen (heute Stadtteil von Wuppertal); † 28. Juli 1924 in Münster) war ein deutscher Verwaltungsjurist und preußischer Politiker.

## Leben
Wilhelm Hammerschmidt war der Sohn eines Kaufmanns, besuchte das Gymnasium in Barmen und leistete nach seinem Abitur 1880–1881 den Wehrdienst als Einjährig-Freiwilliger beim Kaiser Alexander Garde-Grenadier-Regiment Nr. 1 in Berlin ab.
Danach studierte Hammerschmidt Rechtswissenschaften an der Friedrich-Wilhelms-Universität Berlin, der Universität Leipzig und der Rheinischen Friedrich-Wilhelms-Universität Bonn. 1883 bestand der das erste Staatsexamen und promovierte anschließend an der Georg-August-Universität Göttingen zum Dr. jur. utr. Zum Abschluss des Referendariats legte er das zweite Staatsexamen ab und wurde zum Regierungsassessor ernannt. Er war bei der Bezirksregung Trier und der Bezirksregierung Köln eingesetzt, bis er im November 1891 zunächst mit der kommissarischen Amtsausübung als Landrat des Kreises Gelsenkirchen beauftragt wurde. Im Juli 1892 erfolgte seine (endgültige) Ernennung zum Landrat, für die Dauer seiner Amtszeit vertrat der den Kreis Gelsenkirchen auch als Mitglied im Provinziallandtag der Provinz Westfalen. Rund zehn Monate nach seiner Ernennung heiratete er Linda Antonie geb. Bagel (1867–1956), eine Tochter des angesehenen Düsseldorfer Verlegers und Druckerei-Besitzers August Bagel. 1901 war er Mitbegründer des Vereins zur Bekämpfung der Volkskrankheiten im Ruhrkohlengebiet e. V. mit Sitz in Gelsenkirchen, bis zu seinem Weggang aus Gelsenkirchen leitete er den in Reaktion auf die Typhusepidemie in Gelsenkirchen 1901 entstandenen, für die Entwicklung des Ruhrgebiets bedeutenden Verein als Vorsitzender.
Am 5. Dezember 1902 wurde Hammerschmidt als Nachfolger von Ernst Küper zum Oberbürgermeister von Krefeld gewählt, dieses Amt trat der nach der staatlichen Bestätigung vom 11. März 1903 an. Als Stadtoberhaupt vertrat er Krefeld im Provinziallandtag der Rheinprovinz und im preußischen Herrenhaus.
Zum 1. April 1905 wurde er als Landeshauptmann des Provinzialverbands der Provinz Westfalen berufen, nach dem Ende des Ersten Weltkriegs und der Novemberrevolution legte er dieses Amt 1919 nieder.

## Ehrungen
Hammerschmidt wurden die preußische Landwehr-Dienstauszeichnung II. Klasse, der preußische Rote Adler-Orden IV. Klasse und die Ehrendoktorwürde der Westfälischen Wilhelms-Universität Münster verliehen. In Herne und in Gelsenkirchen wurden nach ihm Straßen als Hammerschmidtstraße benannt.